# Katharina Kaali
Katharina Kaali, eigentlich Katharina Karviala (* 18. Juli 1977 in Helsinki) ist eine finnisch-deutsche Schauspielerin.

## Leben
Katharina Kaali wurde in Helsinki als Tochter eines deutschen Vaters und einer finnischen Mutter geboren und wuchs in Berlin zweisprachig auf. Sie absolvierte an der Theaterwerkstatt Charlottenburg in Berlin von 1997 bis 1999 eine Schauspielausbildung. Von 1999 an stand Katharina Kaali auf den Bühnen unter anderem in Aachen, Kassel und Bremen, bevor sie 2003 an das Ohnsorg-Theater nach Hamburg ging. Dort spielte sie 2008 mit der Nachtklubsängerin Lola in „Der Blaue Engel“ erfolgreich eine Rolle, mit der einst Marlene Dietrich berühmt wurde.
2001 gab sie ihr Fernseh-Debüt in der RTL-Serie Abschnitt 40, es folgten verschiedene Episodenrollen in Unter uns (2004), der Fernsehfilm Siehst Du mich?, sowie 2005 der Pilotfilm der Comedy-Reihe Sketchköppe. Von 2006 bis 2008 stand sie für die ARD-Serie Türkisch für Anfänger als Diana Schneider, Lehrerin und Tante der Hauptperson, vor der Kamera. Seit Januar 2009 spielt sie die Rolle der Yvonne Kurz in der neuen ARD-Vorabendserie Eine für alle – Frauen können’s besser.
In Doctor’s Diary verkörperte sie in einem Cameo-Auftritt als Anspielung an „Türkisch für Anfänger“ eine Lehrerin, Frau Schneider. Auch in dem Kino-Film Türkisch für Anfänger von 2012 stellte Kaali Diana Schneider dar.
Bis April 2005 war Katharina Kaali mit dem Schauspieler Alexander Sholti verheiratet.

## Filmografie
- 2002: Abschnitt 40 (2 Folgen)
- 2004: Thea Witt macht nicht mit (Fernsehfilm)
- 2004: Unter uns (4 Folgen)
- 2005: Siehst du mich? (Fernsehfilm)
- 2005: Sketchköppe (Fernsehfilm)
- 2007–2008: Türkisch für Anfänger (35 Folgen)
- 2008: Bis dass der Tod uns scheidet (Fernsehfilm)
- 2008: Doctor’s Diary (1 Folge)
- 2009: Eine für alle – Frauen können’s besser  (100 Folgen)
- 2010: Großstadtrevier (1 Folge)
- 2012: Türkisch für Anfänger (Film)
- 2014–2016: Binny und der Geist  (Folge 2 bis Folge 23)